# Tour della nazionale maschile di rugby a 15 del Giappone 2010
Tra l'edizione 2007 e quella 2011 della coppa del mondo di Rugby la nazionale giapponese di "rugby a 15" intensifica i rapporti con le altre nazionali.

## 2010 Tour in Europa (nazionale A)
Il Giappone "A" in Europa per tre match. Come antipasto un match contro il club campiondi di Scozia. poi affronterà una selezione scozzese formata sia da giocatori della prima squadra pronti per il tour in Argentina, sia della squadra "A", che parteciperà alla IRB Nations Cup 2010.
| 4 giugno 2010 | Currie | 17 – 35 | Giappone A |  |

| Arbitro: | James Jones |

|                              |    |     |
| Grove, Barclay (2), Danielli | mt | Kim |
| Godman (2)                   | tr |     |

| 5 giugno 2008 | Spagna XV | 3 – 60 | Giappone "A" |  |

## 2010 In Nuova Zelanda
Test in vista del Pacific Nations Cup
| Albany 5 giugno 2008 | North Harbour | 23 – 19 | Giappone XV |  |